# Longicaudinus corydalisicola
Longicaudinus corydalisicola är en insektsart. Longicaudinus corydalisicola ingår i släktet Longicaudinus och familjen långrörsbladlöss. Inga underarter finns listade i Catalogue of Life.